# 法國學生全國聯盟
法國學生全国聯盟（法語：Union nationale des étudiants de France，UNEF），简称法国学联或法全学联，是法國最大的學生聯合會。成立於1907年，目的在於讓學生表達對大學政策的意見，如學術研究、學生餐廳、學生宿舍或歧視問題等等。法国全国学联是被法國政府認可為公益團體（reconnaisance d'utilité publique）。组织遍佈法國大部份的大學。就選舉結果而論，也居各學生組織之首。UNEF除了在1970年代短暫失勢外，一個世紀以來它一直是探討法國學生运动時無法迴避的角色。

## 歷史

### 1907-1945: 非政治、非聯合會時期
- 1907年：UNEF 在1907年5月4日的一次在里爾舉行的學生總會（associations générales d'étudiants，簡稱 AGE）集會中成立。AGE 是 UNEF 成立前存在於法國各城市的地方學生組織，其中肇源最早者在1877年成立於南锡；UNEF 成立後 AGE 一詞係指那些 UNEF 的地方分支。
- 1929年：UNEF 被認可為公益組織。
- 1933年：UNEF 設立「法國學生療養院」，以照顧感染肺結核的學生。
- 1936年：UNEF 參與  Comité Supérieur des Œuvres ，這是後來法國大學學生服務中心的雛型。
- 1940年-1945年：在佔領期間，UNEF 對傀儡政權採取中立，不過許多城市的 AGE （如里昂與格勒諾布爾）則積極參與反抗運動。
- 1946年：在這年於格勒諾布爾召開的大會中，UNEF 通過了所謂的《格勒諾布爾憲章》。此憲章將學生定義為「青年知識工作者」：這份憲章標示著 UNEF 轉以學生聯合會（syndicat d'étudiants）之姿存在。

### 1946-68: 從學生聯合會到左翼UNEF的解放
- 1948年 持續創立學生社會保險的遊說運動。
- 1950年代：UNEF 分裂成非政治化的「多數派」與支持聯合會主義的「少數派」，後者使 UNEF 在1956年對阿爾及利亞戰爭表態反對。
- 1962年：一部分多數派人士在戴高樂政權的支持下離開 UNEF，並創立了法國學生總會（Fédération nationale des étudiants de France，簡稱 FNEF）。

法国学生全国联盟标志

- 1968年：當時 UNEF 在不同政治團體的角力間陷入卡特爾化；即使副主席 Jacques Sauvageot 參與了罷課，UNEF 還是錯過了當年的五月風暴。戴高樂主義者在 UNEF 之外成立了全國大學校際聯盟（Union nationale interuniversitaire，簡稱 UNI）。此組織並不以聯合會的模式提出訴求；它混雜了學生與教師，而且實質上由 Jacques Foccart 以擁護戴高樂政府為目的而遂行管理 [1]。

### 1968-2001：兩個UNEF的對壘

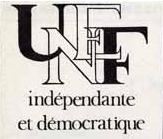
UNEF-ID在1980年代的標誌

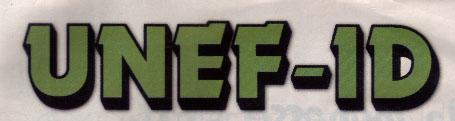
UNEF-ID 在1994-2001年間的標誌

- 1971年：UNEF 內部分裂為兩個派別：傾向法共的復興派（UNEF dite Renouveau），以及傾向托派朗贝尔派的聯合會派（UNEF dite Unité syndicale）。兩派各自在巴黎與第戎召開大會。
- 1980年：UNEF-ID（ID 為獨立與民主之縮寫）成立於 Nanterre。它結合了先前的 UNEF 聯合會派 、聯合行動運動（Mouvement d'action syndicale）與另外一些學生組織。這時以復興派的勢力較強。
- 1982年：復興派在蘭斯召開的大會上通過「學生團結路線」，此後遂被稱為學生團結派（UNEF Solidarité étudiante 或稱 UNEF-SE）。
- 1986年：此年反對 Devaquet 法案的運動標示著 UNEF-ID 勢力之勝出。
- 1990年代初：由於許多學生聯合會的湧現，UNEF-ID 成為不同派別鬩牆的戰場。
- 1993年：兩個 UNEF 一齊參與反對就業契約法（ Contrat d'Insertion Professionnel，簡稱 CIP）的抗爭。
- 1994年：傾向社會黨左翼的學生在 UNEF-ID 於巴黎召開的大會中取得多數，之後勢力快速增長。
- 2001年：「學生聯合會統一會議」在巴黎達成 UNEF-ID 與 UNEF-SE 的一部分少數派合併的決議，合併後統稱為 UNEF。UNEF-SE 中拒絕統一的多數派則陷入分裂：一部分加入了學生聯合總會（Fédération Syndicale Étudiante），另一個稱作 UNEF Résistance syndicale 的衍生組織不久後便瓦解了。此後 UNEF 復歸統一。

### 2001年6月之後：統一時期

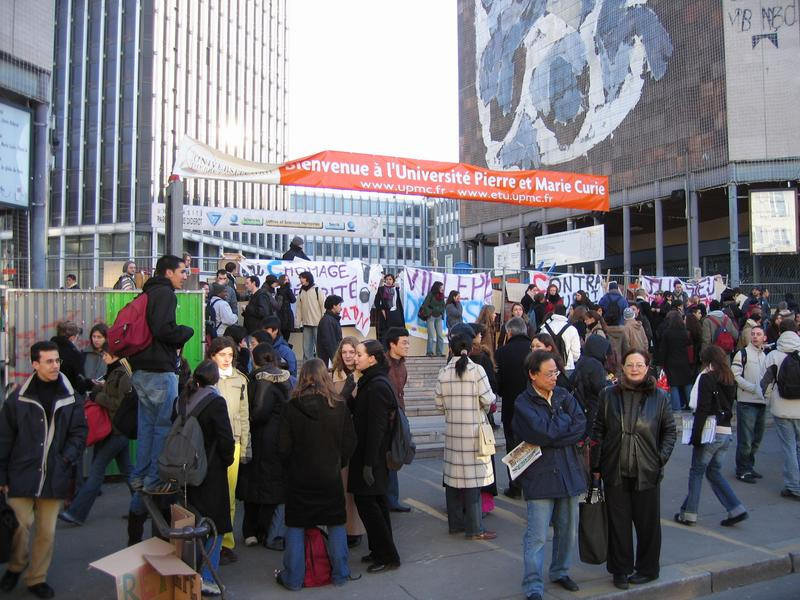
反CPE抗爭一景：罷課中的巴黎第六大學 Jussieu 校區

- 2003年：Julie Coudry 領導的「聯合會派別」脫離 UNEF，並成立學生同盟（Confédération étudiante）。
- 2006年初：UNEF 連同許多工會一齊參與了反對首次雇用契約法（Contrat première embauche，簡稱 CPE）的抗爭。這次抗爭被視為是 UNEF 近年規模最大也最成功的抗爭行動之一；期間據學生團體估計共有80所大學參與罷課，官方數字則僅20所。
- 2006年底：UNEF 發起反對非法超收註冊費的運動。一些大學（例如巴黎第二大學）因此不得不向學生退費。
- 2007年3月：時值 UNEF 創立一百周年，大會於里爾召開，這次大會上聚集了800名代表與200名舊成員，並督促總統候選人尊重學生權益。

## 組織

### 結構
學生總會（AGE）是 UNEF 的地方分支。在法蘭西島大區，各學校均有自己的 AGE，而在法國其它地區則通常以城市為單位。UNEF 由 58 個 AGE 構成，每個 AGE 屬於一個派別（詳如後述），派別通常由地方大會中的投票決定。
一個 AGE 能以校區為單位結合數個行動委員會（Comités d'action syndicale，簡稱 CAS）。
每個 AGE 都由一個局統理，由主席、秘書長與主計官各一員組成，每兩年由地方大會改選一次；AGE 的成員也在地方大會中選定 UNEF 的導向，並投票決選各派別提出的文本（texte）。

### 內部運作

#### 各級組織
- 全國大會（Congrès national）：這是 UNEF 的權力機關，每兩年召開一次。參與代表由各 AGE 舉行的地方大會在全國大會之前選出，名額依各派別文本的得票比例而定。全國大會依照不同派別的比例選出行政委員會（Commission administrative），行政委員會再選出全國局。
- 全國團體（Collectif national）在兩次全國大會之間充當 UNEF 的「議會」角色，並推行前一次全國大會通過的方向。
- 全國局（Bureau national）是 UNEF 的執行機關。它推行全國大會與全國團體的決議，並確保各 AGE 之間的聯繫。它由來自各派別的成員共卅人組成，其中包括主席、副主席、秘書長與總主計官。
- 監督委員會（Commission de contrôole）由全國大會選出，負責確保 UNEF 的章程確實執行，並監督內部管理。

#### 派別
UNEF 承認其成員結成派別（tendence）之可能性。一個派別的目的應當是提出 UNEF 的發展方向，並在為 UNEF 內部為之辯護。為了正式成立一個派別，必須得到至少三個不同學區的 AGE 主席支持。
在全國大會期間，各派提出一個關於發展方向的文本，由 UNEF 的成員評選。不論內部意見如何，一旦文本選定，對外即須口徑一致。同時全國與地方各機關幹部的名額也依得票比例決定。以下是2007年的主要派別：
- 全國多數派（Tendance majorité nationale）：此派佔 80.06%。
- UNEF 統一與民主派（Tendance pour une UNEF unitaire et démocratique，簡稱 TUUD）：佔 13.05%。
- 聯合會重建派（Tendance refondation syndicale，簡稱 TRS）：佔 6.89%。

### 外部運作

#### 與各政黨的關係
在 UNEF 的歷史上，與政黨的互動經過多次演化。在1946年（格勒諾布爾憲章）與50年代之間，UNEF 逐漸轉化為一個真正的學生聯合會，此後許多政黨都曾試著影響這個重要的組織。
在1968年後，UNEF 一度積弱不振，並分裂為三派，各自由一個政黨主導。國家局由社會統一黨（Parti socialiste unifié）的成員組成。其餘兩個居少數的「復興派」與「聯合會派」則分別由法共與托派的藍伯爾主義者主導。社會統一黨的勢力於1971年退出，留下兩個派別正面交鋒。
復興派及之後的 UNEF-SE 一直由法共人士主導，而 UNEF-ID 及其它不同學生組織則首先由藍伯爾主義者主導，這些人後來隨著 1980-1984 年間出任主席的 Jean-Christophe Cambadélis 投向社會黨（Parti socialiste）。在1993年，由於主席 P. Campinchi 被指為利昂內爾·若斯潘內閣服務，從而使 UNEF-ID 逐漸轉向社會黨左翼。
在 UNEF 於2001年統一後，由於成員多元化，與政黨的聯繫遂趨鬆弛。2005年起出任主席的 Bruno Julliard 在2003年前曾負責上羅亞爾省的社會主義青年運動（mouvement des jeunes socialistes）。此外，革命共產青年團（Jeunesses communistes révolutionnaires）的部份成員也在 UNEF 中活動，這是革命共產主義者同盟的青年部，它們主要屬於少數派 TUUD。UNEF 中也有法共成員，但數量稀少且欠缺組織。綠黨成員則主要接受綠色校園組織（Fac verte）的領導。
政黨隸屬一直是個問題。UNEF 的對手們總是指責 UNEF 淪為政黨傀儡。在1971年至2001年的分裂期間，兩個 UNEF 都指責對方為特定政治勢力服務。UNEF 的成員大體上並不提倡「非政治化」，藉此開放與各政黨合作的可能，並向社會敞開而非自限於大學校園。但在另一方面則提倡「政治獨立」，即組織政策完全由內部決定，不受政治團體影響；政治獨立的目的在於讓 UNEF 保存處理學生問題的能力，並在辯論與行動上不為任何政治立場拘束。

#### 與UNEF相關的機構
UNEF 曾參與了許多學生相關機構的創立，包括：
- 法國學生健康基金會（Fondation santé des étudiants de France，簡稱 FSEF）：創於1923年。
- 大學預防醫療（Médecine préventive universitaire）：於1929年在 UNEF 的支持下創立。
- 學生社會保險體系（Régime de sécurité sociale étudiante）：創於1948年。
- 法國全國學生互助保險公司（Mutuelle nationale des étudiants de France，簡稱 MNEF）：於1948年在 UNEF 的支持下創立。
- 學生互助保險公司（La mutuelle des étudiants，簡稱 LMDE）：創立於 2000年 MNEF 解體後，得到包括 UNEF 在內多個學生組織與保險公司 Matmut 的支持。

此外，UNEF 目前也是下列機構的成員：
- 學生健康檢查暨預防醫療組織（Expertise et prévention pour la santé des étudiants）
- 青年資訊暨文獻中心（Centre d'Information et de Documentation Jeunesse）
- 全國學生生活瞭望（Observatoire National de la vie étudiante）
- 大學觀光事務處（Office du tourisme universitaire）
- 法國大學運動聯盟（Fédération Française du sport universitaire）
- 青年旅館聯盟（Fédération Unie des auberges de jeunesse）
- 全國青年會議（Conseil National de la Jeunesse）
- 法國國際學生證協會

### 代表
UNEF 在各地方及全國學生事務機構中佔有席次。

#### 在CNSER的代表
在2006年，UNEF 在全國高等教育暨研究委員會（Conseil national de l'enseignement supérieur et de la recherche，簡稱 CNSER）佔11席中的5席，居各學生組織之首。
| 年度     | 2002年 | 2004年 | 2006年 |
| -------- | ------ | ------ | ------ |
| 票數     | 669    | 717    | 805    |
| 百分比   | 39,63% | 37,99% | 41,8%  |
| 獲得席次 | 5      | 5      | 5      |

#### 在CNOUS與CROUS的代表
在2006年，UNEF 在全國大學學生服務中心（Centre national des œuvres universitaires et scolaires，簡稱 CNOUS）行政委員會中的席次佔 2/8，位居第二。CNOUS 的學生委員係由各學區的地區大學學生服務中心（Centre régional des œuvres universitaires et scolaires，簡稱 CROUS）的學生委員在當選後不久間接選出；CROUS 的學生委員則經直接選舉產生。由下表可見2006年得票率驟降，原因是在上半年的首次僱用契約法抗爭期間，UNEF 決定杯葛選舉而未加動員之故。2006年12月，UNEF 在包含巴黎在內的四個學區選舉中重獲勝利。
| 年度     | 2002年 | 2004年 | 2006年 |
| -------- | ------ | ------ | ------ |
| 票數     | 不詳   | 87     | 42     |
| 百分比   | 不詳   | 49.74% | 23.08% |
| 獲得席次 | 4      | 5      | 2      |

#### 地方代表
在各地方學生事務機構（包含各教育研究單位、各大學及各學區的 CROUS 的行政委員會）中，UNEF 一直佔有高比率的席次。

## 立場

### 學生社會計畫
UNEF 要求制定新的學生社會計畫，以取代結束於1997年的舊計畫。這是一系列針對學生的社會措施，旨在補救許多學生面對的困境（如住房、不得不打工賺取學費等等問題……）。
這份計畫應當包含下述成份：
- 加速興建大學宿舍。
- 讓外國學生適用法國的社會救助系統。
- 立即增加助學金金額，並改革助學金系統。
- 自主津貼（詳閱下節）。

### 自主津貼
自主津貼（allocation d'autonomie）是 UNEF 自二次大戰結束以來的持續訴求；根據 UNEF 多數成員的設想，這套系統應當滿足以下兩個要求：
- 普遍適用：除了必要的年齡限制外（考慮到就業後重返校園的情形），應當對所有學生一體適用。
- 個人化：依學生個人狀況（諸如是否與父母合住、個人收入等等）調整發放金額，而非一概依家庭收入計算。

關於 UNEF 在這個議題上的內部辯論，請參閱政治網站Agit-Log （页面存档备份，存于）。

### 高等教育普及化
法國雖然已有超過220萬名大學生，但在 UNEF 眼中高等教育系統仍未達普及，其論點在於：（一）第一階段（即：大學前三年）的退學率過高。（二）預科班與高等學院主要是小康家庭子女進入大學的曲徑，中等家庭出身者取得高等教育文憑的機會則小得多。
UNEF 針對高等教育普及化提出許多建議，其中包括：（一）取消大學與高等學院的區分。（二）針對三年制碩士（magistère）學程應加入更多的討論課與小組課程。（三）大學課程應著重跨領域面向，以便學生轉換跑道，降低選錯科系造成的影響等等。

### 考試相關政策
UNEF 推動一套保護學生權益的考試章程。此章程特別保證了考卷的匿名性、增加補救教學、取消所有的入學成績門檻（note éliminatoire），以及保障學生對審查委員會的申訴權。

### 實質平權
權利平等不同於機會平等。「機會平等」假定人人一開始都有同樣的成功機會，而「權利平等」則應當讓人人皆有權獲得這種機會，故須持續匡正過程中出現的種種偏差。UNEF 特別反對註冊費累進制度，此制度係以學生的收入作為註冊收費標準，因此破壞了學生之間的機會平等。

### 學生協助
UNEF 為一般學生及特殊學生編撰了各種指南，後者包括外國學生或受薪學生等等，這兩類學生通常會遭遇特別的困難。
- 學生權利指南
- 外國學生指南
- 受薪學生指南

### 外部連結
- UNEF 官方網站 （页面存档备份，存于）;
- UNEF 百歲紀念網站;
- GERME-學運研究群組 （页面存档备份，存于）;
- CME-學運文獻檔案庫 （页面存档备份，存于）;
- unef.org （页面存档备份，存于）. 反對 UNEF 合併者於2001年設立的網站，內容以 1971-2001 年間的 UNEF 史料為主。

### 文獻
- Didier Fischer, L'Histoire des étudiants en France, Flammarion, 2000
- Alain Monchablon, Histoire de l'UNEF, de 1956 à 1968, PUF, 1983
- Robi Morder (coord.), Grenoble 1946. Naissance d'un syndicalisme étudiant, Éditions Syllepse, 2006
- Robi Morder, « 1971, la scission de l'UNEF », La Revue de l'Université, 1997.
- Yassir Fichtali, Qu'est-ce que l'UNEF ?, L'Archipel, 2003
- Jean-Philippe Legois, Alain Monchablon, Robi Morder, Cent ans de mouvements étudiants, Éditions Syllepse, 2007